# 2-Sukcinil-5-enolpiruvil-6-hidroksi-3-cikloheksen-1-karboksilna-kiselina sintaza
2-Sukcinil-5-enolpiruvil-6-hidroksi-3-cikloheksen-1-karboksilna-kiselina sintaza (EC 2.2.1.9, SEPHCHC sintaza, MenD) je enzim sa sistematskim imenom isochorismate:2-oksoglutarat 4-oksopentanoattransferaza (dekarboksilacija). Ovaj enzim katalizuje sledeću hemijsku reakciju
izohorizmat + 2-oksoglutarat {\displaystyle \rightleftharpoons } 5-enolpiruvoil-6-hidroksi-2-sukcinil-cikloheks-3-en-1-karboksilat + CO2
Za rad ovog enzima je neophodan Mg2+. Enzim učestvuje u biosintezi vitamina K2 (menahinona).

## Literatura
- Nicholas C. Price; Lewis Stevens (1999). Fundamentals of Enzymology: The Cell and Molecular Biology of Catalytic Proteins (Third изд.). USA: Oxford University Press. ISBN 019850229X.
- Eric J. Toone (2006). Advances in Enzymology and Related Areas of Molecular Biology, Protein Evolution (Volume 75 изд.). Wiley-Interscience. ISBN 0471205036.
- Branden C; Tooze J. Introduction to Protein Structure. New York, NY: Garland Publishing. ISBN 0-8153-2305-0.
- Irwin H. Segel. Enzyme Kinetics: Behavior and Analysis of Rapid Equilibrium and Steady-State Enzyme Systems (Book 44 изд.). Wiley Classics Library. ISBN 0471303097.
- William P. Jencks (1987). Catalysis in Chemistry and Enzymology. Dover Publications. ISBN 0486654605.

## Spoljašnje veze
- 2-succinyl-5-enolpyruvyl-6-hydroxy-3-cyclohexene-1-carboxylic-acid+synthase на 